# Invasão normanda na Irlanda
A Conquista cambro-normanda de Irlanda consistiu numa série de campanhas militares iniciadas em 1 de maio de 1169 por Dermot MacMurrough, um dos reis da província irlandesa de Leinster, que se viu forçado ao exílio quando outros reis da ilha se alçaram contra ele. Consistiu numa extensão da conquista de Gales, levada a cabo pelos senhores cambro-normandos que atuavam com maior ou menor independência da coroa. Finalmente, foi parcialmente consolidada por Henrique II da Inglaterra em 18 de outubro de 1171, e conduziu finalmente ao domínio inglês sobre a ilha. Sua consequência imediata foi o final da Irlanda gaélica e a da hierarquia irlandesa de «Reis Supremos». Desde este momento, a ilha converteu-se no senhorio de Irlanda, estado nominativo que durou até 1541.

## Antecedentes

### Bula Papal
O primeiro papa inglês Adriano IV, num de seus primeiros atos em 1155, promulgou uma Bula papal concedendo a Henrique autoridade para invadir a Irlanda a modo de conter os abusos e corrupção eclesiástica. De todo modo, se fez pouco uso contemporâneo da Bula Laudabiliter como seu texto obrigava a fazer cumprir a soberania papal não só sobre a ilha da Irlanda, senão em todas as ilhas da costa europeia, incluindo a Inglaterra, em virtude da Doação de Constantino.
O texto diz o seguinte:
As referências à bula Laudabiliter fazem-se mais frequentes no posterior período Tudor, quando as investigações dos eruditos humanistas do Renascimento mostram dúvida sobre a veracidade da historicidade da Doação de Constantino.

### Situação da Irlanda Celta de 1166
Após perder a protecção de Muirchertach MacLochlainn, chefe do condado de Tyrone e «Rei Supremo» da Irlanda, Dermot MacMurrough, que era rei de Leinster, se viu forçado ao exílio por uma confederação de irlandeses sob o comando do novo Rei Supremo, Ruaidrí Ua Conchobair, ao qual seus conselheiros não recomendaram o assassinar, mas o desterrar. O antagonismo contra McMurrough começou quando sendo o Senhor de Dublin, arrendou uma frota a Henrique II para sua campanha de Gales em 1165, pelo que no ano seguinte, quando outros reis da ilha tiveram conhecimento disto, o hostilizaram-no até o expulsar de seu reino.
Por sua vez, MacMurrough navegou primeiro para Bristol, onde se refugiou durante um tempo, e depois partiu para Normandia. Uma vez ali, chegou a solicitar a ajuda de Henrique II com a desculpa dos últimos contratempos acontecidos em Irlanda e a situação dos diferentes clãs, a fim de recuperar seu reino. Em 1167 obteve os serviços do cavalheiro cambro-normando Maurice FitzGerald e posteriormente persuadiu a Rhys ap Gruffydd, príncipe da província galesa de Deheubarth, para que libertasse de seu cativeiro ao meio irmão de FitzGerald, Robert Fitz-Stephen a fim de que também pudesse fazer parte da expedição. Com maior importância, obteve o apoio do duque de Pembroke, Richard FitzGilbert de Clare, popularmente conhecido como «Strongbow», ao qual lhe prometeu direitos de sucessão ao trono e terras, bem como a mão de sua filha Aoife em casal a mudança de sua ajuda.

## Campanha normanda na Irlanda

### Primeira expedição, 1167
O primeiro cavaleiro normando que chegou à ilha foi Richard FitzGodbert de Roche em 1167. Esta expedição conseguiu restaurar a Diarmuid como rei de Leinster, apesar de ter sofrido uma derrota numa escaramuça nas cercanias de Ceann Losnadha, contra as forças do rei irlandês Ruaidrí Ua Conchobair e seu aliado Tigernán Ua Ruairc, rei de Breifne. Depois de ter perdido 25 de seus guerreiros e vários mercenários galeses na batalha, Diarmuid conseguiu chegar a um acordo com Ruaidrí, o qual o permitiu retornar a tomar seu reino. No entanto, os normandos continuaram invadindo, o que permitiu a Diarmuid dotar da oportunidade de se aliar com eles, fato que lhe permitiu usar seus serviços e expandir seu poder na ilha para poder atacar a suas adversários. Entre 1168 e 1171 os normandos não só tinham reconquistado toda a província de Leinster, com Macmurrough, incluindo a Dublin, mas também tinham invadido a província vizinha de Meath e acossado ao Reino de Breifne, de Tiernan Ou'Rourke.

### Desembarco do exército invasor
Em 1169 a segunda onda de forças normandas, galesas e flamengas chegaram ao porto de Wexford, sob o comando de Robert Fitz Stephen. A estes se uniu outro contingente no dia seguinte, sob o comando de Maurice de Prendergast. Ao todo contavam com trinta cavaleiros normandos, sessenta soldados com armadura, 300 soldados rasos e uma divisão dentre 300 ou 400 arqueiros galeses. Por último, uniram-se-lhes 500 dos guerreiros irlandeses de Leinster, baixo o comando de Diarmuid mac Murchadha. O primeiro que fizeram foi atacar ao porto de Wexford e o tomar depois de um breve assédio; a população desse lugar estava composta por colonos de origem escandinava. Depois, uma remessa de colonos escandinavos tomou também o porto de Waterford. Ao completar estes dois passos, atacaram o Reino de Osraige e conseguiram conquistá-lo depois de breve resistência. Gerald de Barri, historiador cambro-normando, conta que, os irlandeses de Osraige quase expulsaram exitosamente aos invasores de seu território mediante o uso de táticas de guerrilha, mas que se descuidaram e subestimaram os adversários numa batalha em campo aberto, sendo finalmente derrotados. Uma vez mais foi Diarmuid submetido a Osraige, que levou seu exército misto a Leinster, sua terra, para submeter a todos os que ainda se lhe opunham. Durante as contendas assolaram muitas terras na província e fortaleceram seu controle sobre o reino. Num curto período recuperou-se Leinster, enquanto Waterford e Dublin encontravam-se sob o controle de Diarmuid. Strongbow casou-se com a filha de Diarmuid, Eva a Vermelha, a qual foi nomeada herdeira do Reino de Leinster. Este último desenlace ocasionou a consternação de Henrique II, o qual temia que se estabelecesse um Estado rival.

### Pacificação da ilha e fim da invasão
Henrique desembarcou com uma enorme frota em Waterford em 1171, convertendo-se no primeiro rei da Inglaterra a pôr os pés em solo irlandês. Tanto Waterford como Dublin foram proclamadas cidades reais. O sucessor do papa Adriano, Alexandre III, ratificou a concessão das terras irlandesas a Henrique em 1172. Em 14 de outubro desse mesmo ano, o rei desembarcou em Waterford com quatrocentos cavaleiros, entre os que se encontrava Hugo de Lacy. Henrique concedeu seus territórios irlandeses a seu filho mais jovem, João, com o título Dominus Hiberniae (Senhor de Irlanda). Quando João inesperadamente teve mais sucesso que seu irmão ao se proclamar rei, o Reino de Irlanda passou diretamente a se situar sob o controle da Coroa inglesa.
Henrique foi clamorosamente reconhecido pela maioria dos reis irlandeses, os quais viram nele a oportunidade de manejar a expansão tanto de Leinster como dos hiberno-normandos. Isto conduziu à ratificação do Tratado de Windsor em 1175 entre Henrique e Ruaidrí. No entanto, com Diarmuid e Strongbow ambos mortos (em 1171 e 1176 respectivamente), Henrique de volta em Inglaterra e Ruaidrí incapaz de controlar seus vassalos nominais, durante dois anos não valeu a pena a vitela no qual estava inscrito. John de Courcy invadiu e apoderou-se de boa parte do este do Úlster em 1177, Raymond lhe Gros já tinha capturado Limerick e boa parte do norte de Munster, enquanto as outras famílias normandas como os Prendergast, os Fitz-Stephen, os FitzGerald, os Fitz Henry e a família lhe Poer se apropriaram-se de territórios que governaram de maneira quase independente.

## Gallóglaigh
A importação dos mercenários gallowglass na Irlanda foi o principal fator na contenção da invasão cambro-normanda do século XII, já que sua chegada fortaleceu a resistência dos nobres irlandeses. Os gallowglass ou «Gall Óglaigh» (jovens guerreiros estrangeiros) eram mercenários, normalmente de origem escocesa, que portavam machados para o combate e vestiam cotas de malha e capacetes. Estas tradições bélicas foram adquiridas durante a Era Viquingue dos colonos noruegueses que se assentaram nas ilhas Hébridas e criaram uma cultura mista hiberno-nórdica. Durante toda a Idade Média, tanto os nobres irlandeses gaélicos como os hiberno-normandos mantiveram tropas gallowglass. Inclusive o lord deputado de Irlanda inglês mantinha com frequência uma companhia deles a seu serviço.

## Pessoas que colaboraram com Mac Murchadha durante a invasão de 1169
Existe uma longa lista de colaboradores e pessoas que de algum ou outro modo colaboraram com a invasão, deles cabe destacar os seguintes:
- Maurice de Prendergast
- Robert Barr
- Meiler Meilerine
- Maurice FitzGerald
- Redmond, sobrinho de Fitz-Stephen
- William Ferrand
- Milhares de Cogan (Cogan)
- Gualter de Ridensford
- Gualter e Alexander, filhos de Maurice FitzGerald
- William Notte
- Robert Fitz-Bernard
- Hugh de Lacy
- William FitzAldelm
- William Macarell
- Hemphrey Bohun
- Hugh De Gundevill
- Philip de Hasting
- Hugh Tirell
- David Walsh
- Robert Poer (primeiro Lhe Poer em Irlanda)
- Osbert de Herloter
- William de Bendenges
- Adam de Gernez
- Philip de Breos
- Griffin, sobrinho de Fitz-Stephen
- Raulfe Fitz-Stephen
- Walter de Barry
- Philip Walsh
- Adam de Hereford
- Tommy De Downes